# Jakov Gurlica
Jakov Gurlica (Škabrnja, 10. siječnja 2004.) hrvatski je nogometaš koji igra na poziciji stopera. Trenutačno igra za Goricu.

## Klupska karijera

### Dinamo Zagreb
Godine 2016. prešao je iz Zadra u Dinamo Zagreb. S Dinamom je 20. siječnja 2023. potpisao svoj prvi ugovor. Gurlica je 13. veljače također registriran kao igrač kluba Dubrava Tim Kabel Zagreb. Idućeg dana debitirao je za Dinamo Zagreb u utakmici osmine finala Hrvatskog nogometnog kupa 2022./23. u kojoj je RNK Split izgubio 1:3. U HNL-u je debitirao 11. ožujka kada je Šibenik dobio Dinamo 2:1.

### Bravo Ljubljana (posudba)
Dana 11. srpnja 2023. Dinamo Zagreb poslao je Gurlicu na jednogodišnju posudbu u ljubljanski Bravo. Za Bravo je debitirao 22. srpnja u utakmici 1. SNL u kojoj je Rogaška izgubila 2:0. Svoj prvi i jedini klupski pogodak postigao je 10. prosinca kada je Rogaška poražena 3:2.

### Gorica
S Goricom je 2. kolovoza 2024. potpisao jednogodišnji ugovor.

## Priznanja

### Klupska
Dinamo Zagreb
- HNL (1): 2022./23.